# 올레시니차

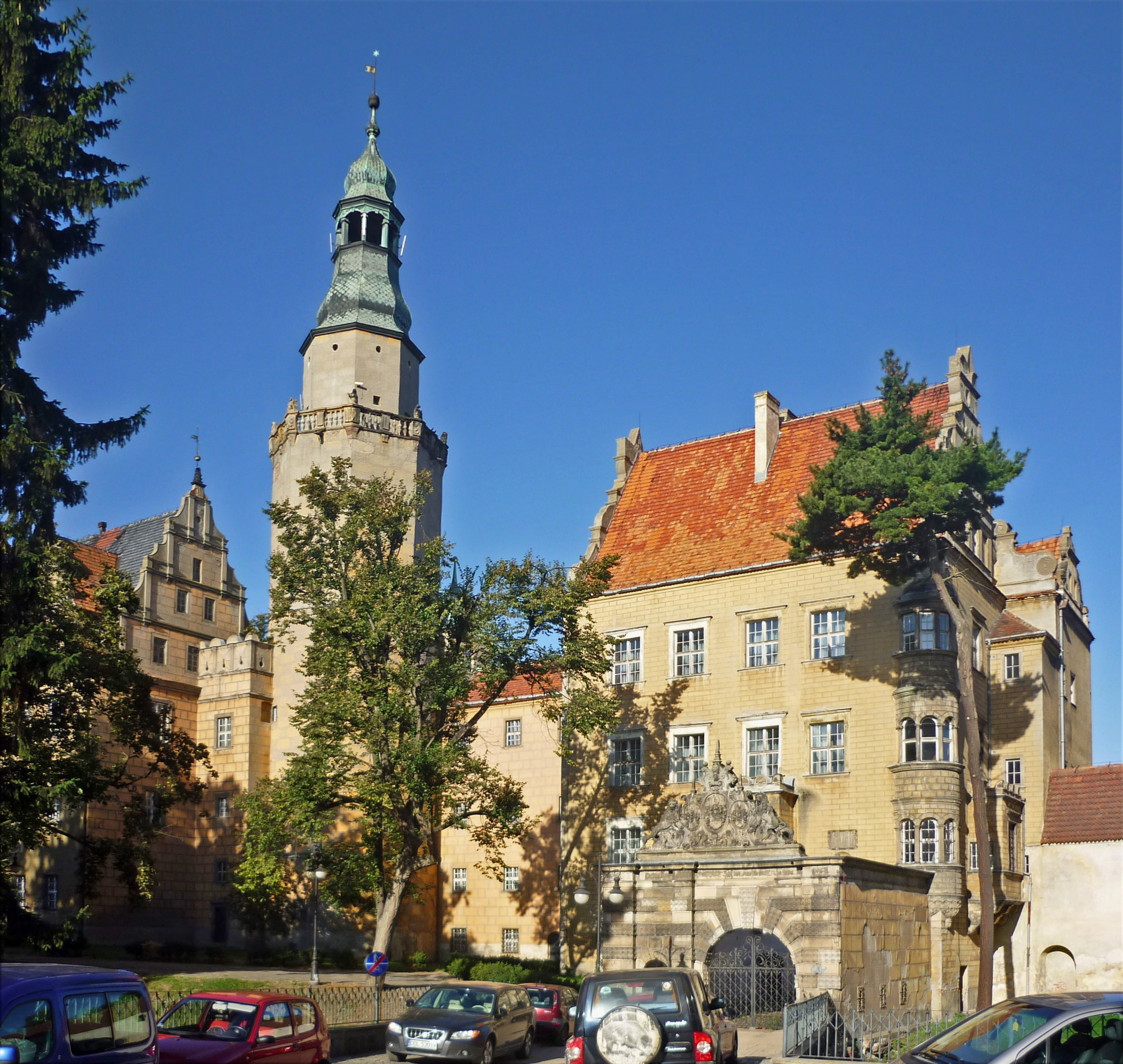
올레시니차 성

올레시니차(폴란드어: Oleśnica, 독일어: Oels)는 폴란드 돌니실롱스크주에 위치한 도시로 면적은 20.96km2, 높이는 150m, 인구는 36,951명(2006년 기준), 인구 밀도는 1,800명/km2이다.
1255년에 도시 지위를 부여받았다. 16세기에 건설된 르네상스 건축 양식의 성인 올레시니차 성은 공작들과 영주들의 관저로 사용되었다.

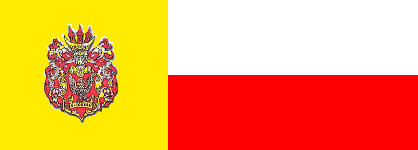
시기
시 문장